# Souvenirs of Their Visit to America
Souvenirs of Their Visit to America è un EP dei Beatles pubblicato solamente in America nel 1964.

## Tracce
Lato A
1. Misery - 1:49
2. A Taste of Honey - 2:03

Lato B
1. Ask Me Why - 2:27
2. Anna (Go to Him) - 2:57[1]

## Formazione
- John Lennon: voce a Misery, Ask Me Why e Anna, chitarra ritmica
- Paul McCartney: voce a A Taste of Honey, cori, basso elettrico
- George Harrison: cori, chitarra solista
- Ringo Starr: batteria
- George Martin: pianoforte a Misery[2][3][4][5]